# Astragalus kavirensis
Astragalus kavirensis es una especie de planta del género Astragalus, de la familia de las leguminosas, orden Fabales.

## Distribución
Astragalus kavirensis se distribuye por Irán.

## Taxonomía
Fue descrita científicamente por H. Freitag. Fue publicada en Willdenowia 13(1): 133 (1983).